# Gralla
Gralla osztrák mezőváros Stájerország Leibnitzi járásában. 2017 januárjában 2315 lakosa volt. 

## Elhelyezkedése

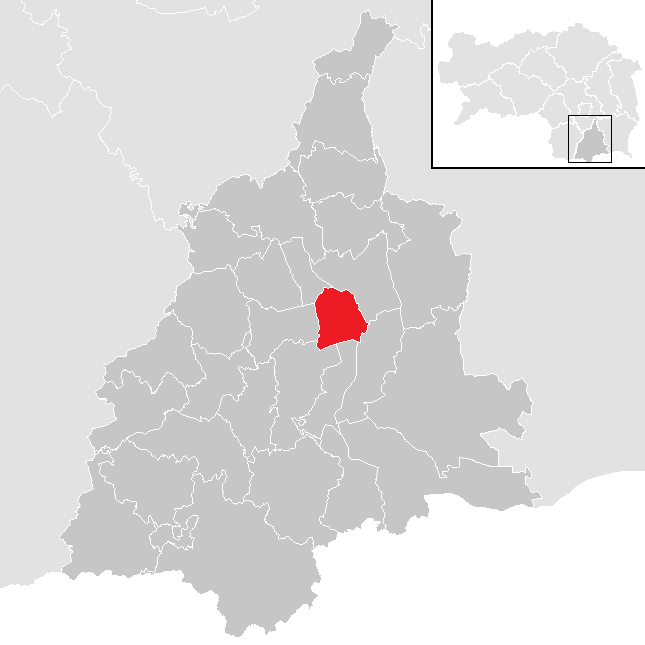
Gralla a Leibnitzi járásban

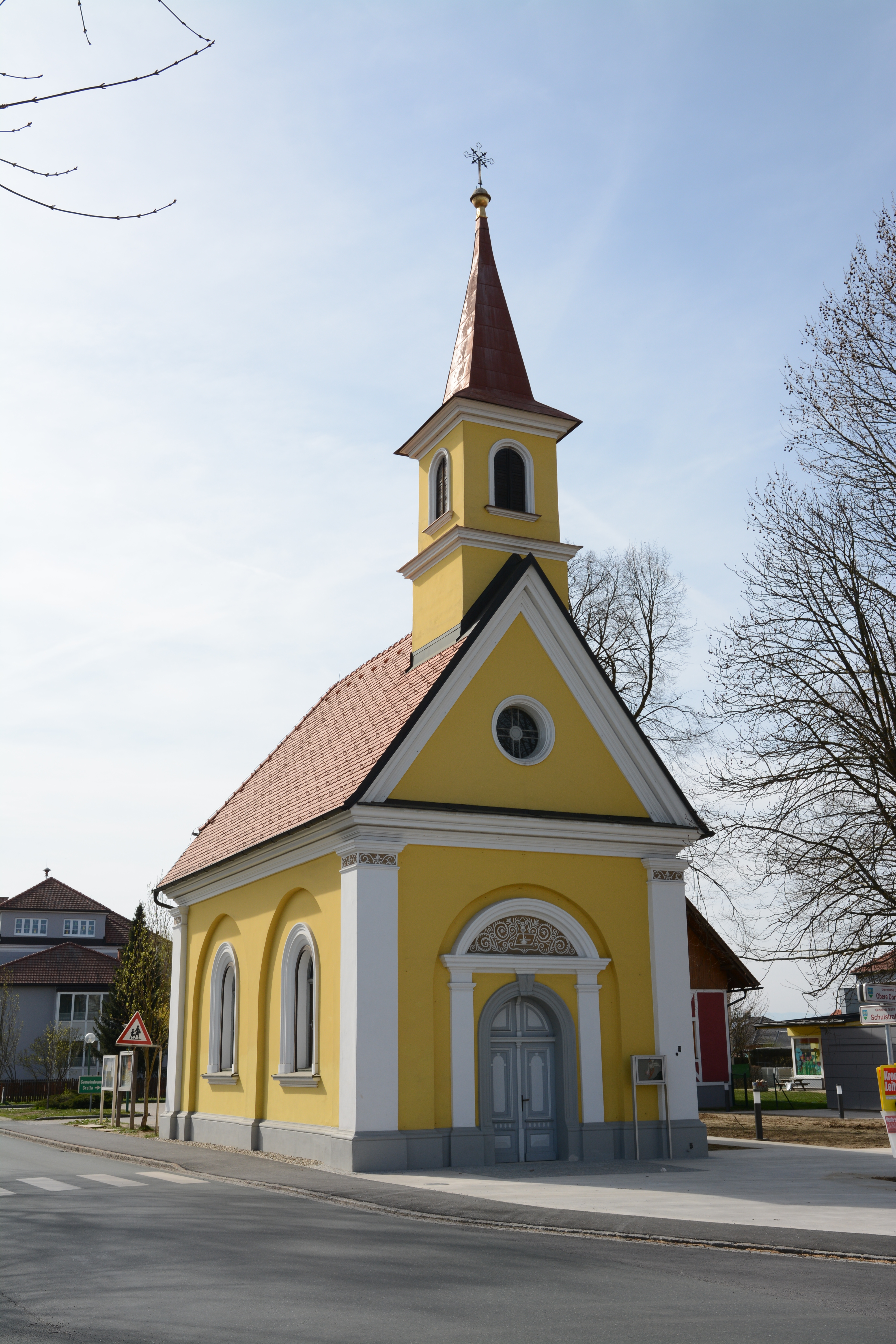
Obergralla temploma

Gralla a tartomány déli részén fekszik a Nyugat-Stájerország régióban, a járási központ Leibnitztől közvetlenül északra, a Mura mentén. Altgrallánál egy vízerőmű működik a Murán, amelynek gáttal felduzzasztott vize számos vízimadárnak ad otthont. Gralla északnyugati részén 13 kisebb mesterséges tó található. Területén áthalad az A9 autópálya, amelynek kijáratánál jókora bevásárlóközpont létesült. Az önkormányzat 2 katasztrális községben (Obergralla és Untergralla) 4 településrészből tevődik össze: Altgralla, Obergralla, Straßengralla és Untergralla. 
A környező települések: északkeletre Ragnitz, délkeletre Gabersdorf, délre Wagna, délnyugatra Leibnitz, nyugatra Tillmitsch, északnyugatra Lebring-Sankt Margarethen.

## Története
A grallai önkormányzat 1850-ben jött létre.
Amikor Ausztria 1938-ban csatlakozott a Német Birodalomhoz, Gralla a Stájerországi reischsgauhoz került, a második világháború után pedig 1955-ig a brit megszállási zónához tartozott. Korábban Altgrallánál egy fahíd ívelt át a Murán, amelyet a brit katonák a kivonulásuk előtt felrobbantottak és helyén egy betonhíd épült.
2015 októberében a tartományi kormányzat mezővárosi rangra emelte a települést. 

## Lakosság
A grallai önkormányzat területén 2017 januárjában 2315 fő élt. A lakosság 1939 óta (akkor 910 fő) egyenletesen gyarapszik. 2015-ben a helybeliek 92,3%-a volt osztrák állampolgár; a külföldiek közül 1,6% a régi (2004 előtti), 4,4% az új EU-tagállamokból érkezett. 1,3% a volt Jugoszlávia (Szlovénia és Horvátország nélkül) vagy Törökország, 0,4% egyéb országok polgára. 2001-ben 90,8% római katolikusnak, 2,3% evangélikusnak, 0,7% ortodox keresztények, 0,3% muszlimnak, 5,6% pedig felekezet nélkülinek vallotta magát. 

## Látnivalók
- Obergralla katolikus temploma
- Untergralla katolikus temploma
- a pestisjárvány emlékére emelt útszéli szentkép

## Híres grallaiak
- Franz Fuchs (1949–2000) bombamerénylő

## Fordítás
- Ez a szócikk részben vagy egészben  a   Gralla című német Wikipédia-szócikk ezen változatának fordításán alapul.  Az eredeti cikk szerkesztőit annak laptörténete sorolja fel. Ez a jelzés csupán a megfogalmazás eredetét és a szerzői jogokat jelzi, nem szolgál a cikkben szereplő információk forrásmegjelöléseként.